# Káto Metóchi (Lassithi)
Káto Metóchi, en grec moderne : Κάτω Μετόχι est un village du plateau du Lassíthi, en Crète, en Grèce. Selon le recensement de 2011, la population de Káto Metóchi compte 66 habitants. Il est situé à une altitude de 820 m et à une distance de 52 km d'Ágios Nikólaos.

## Recensements de la population
| Recensements | 1900 | 1920 | 1928 | 1940 | 1951 | 1961 | 1971 | 1981 | 1991 | 2001 | 2011 |
| ------------ | ---- | ---- | ---- | ---- | ---- | ---- | ---- | ---- | ---- | ---- | ---- |
| Population   | 148  | 167  | 234  | 251  | 239  | 190  | 177  | 130  | -    | 86   | 66   |